# Curii
Curii era una alquería del siglo XIII situada el actual término municipal de Jalón, localidad que pertenece en la comarca de la Marina Alta, en la provincia de Alicante.

## Fundus Curii
Este topónimo proviene del latín: Curii es el genitivo del nombre propio Curius. Como caso gramatical, el genitivo expresa la pertenencia de un objeto a un sujeto. Como Curii es un topónimo de carácter rural, su significado debe hacer referencia a una propiedad o explotación agrícola: un fundus Curii, es decir, la finca de Curius.
Sobre el predio de la época de los romanos se establecería posteriormente la alquería musulmana homónima, de la que se tiene noticia a través del “Llibre del Repartiment” (Libro del Reparto). Este nombre ha desaparecido de la toponimia local, y hoy es únicamente una denominación histórica.

## Localización
El erudito -ya fallecido- J. Maestro Palacio en un libro suyo del año 1970 dedicó un capítulo a las antiguas alquerías del Valle de Pop y de Jalón, y a propósito de la alquería de Curii escribió: "Curii debía hallarse no lejos del Castillo de Aixa", pero no mencionó el argumento en que se basaba para hacer esta afirmación. Por lo tanto, la localización exacta de Curii dentro del término municipal de Jalón es, en estos momentos, una cuestión aún no resuelta por los estudiosos.
- Datos: Q972460